# فضول (فیلم ۲۰۱۵)
فضول (به انگلیسی: The Meddler) یک فیلم آمریکایی در ژانر کمدی-درام است که توسط لورین اسکافاریا نوشته و کارگردانی شده است.

## داستان
مارنی (سوزان ساراندون) به تازگی بیوه شده و برای آنکه به دخترش لوری (با بازی رز بیرن) نزدیک‌تر باشد از نیوجرسی به لوس آنجلس نقل مکان می کند. ولی او شروع میکند به دخالت در زندگی لوری، اما به زودی او با افراد دیگری ملاقات می‌کند که آن‌ها نیاز بیشتری به کمک او دارند و شروع می‌کند به کمک کردن به آن‌ها.

## بازیگران
- سوزان ساراندون در نقش مارنی مینروینی
- رز بیرن در نقش لری مینروینی
- جی. کی. سیمونز در نقش زیپ
- لوسی پانچ
- جیسون ریتر
- رندل پارک
- کیسی ویلسون
- مایکل مک‌کین
- بیلی مگنوسن در نقش بن
- سیسیلی استرانگ
- سارا بیکر
- ربکا درایسدیل
- جراد کارمیشل در نقش فردی
- لورا سن گیاکومو

## تولید
فیلمبرداری اصلی این فیلم در ۳۰ مارس ۲۰۱۵ در لس آنجلس آغاز شد.

## انتشار
در ۲۵ آگوست ۲۰۱۵، سونی پیکچرز کلاسیکس در آمریکای شمالی حقوق مربوط به فیلم را به دست آورد. این فیلم اولین بار در جشنواره بین‌المللی فیلم تورنتو ۲۰۱۵ نمایش داده شد و قرار است در ۲۲ آوریل ۲۰۱۶ به اکران عمومی برسد.